# 就算是爸爸，也想做
《就算是爸爸，也想做》（日语：パパだって、したい）簡稱為「爸爸也想（パパした）」。是日本漫畫家世尾せりな所創作的日本漫畫BL作品。圍繞在單身爸爸與打工家政夫之間愛情的故事，2017年5月於ComicFesta上連載。改編電視動畫自2019年1月開始播放，有普通版(短版)及完整版，完整版在ComicFestaアニメ發布。

## 劇情簡介
正在打工當家政夫的大學生阿澄皇哉，接下單親父子家庭‧成瀨先生的委託。看到明明是男人卻不斷散發出性感氣息的成瀨先生，不禁感到心跳加速。雖然努力不讓自己在意對方，卻在他的臥房裡找到A片……!?「就算是爸爸……也會有按捺不住的時候啊。」成瀨先生害羞地洩漏心聲。

## 登場人物
阿澄皇哉（聲：山中真尋）
大四學生。課餘時間做著家政夫工作。
性格體貼陽光，成瀨聘用的家政夫。遇到成賴先生前一直以為自己是異性戀，但面對散發色氣而不自知的成賴先生，阿澄常常在內心糾結。看到努力為了兒子做好父親角色的成賴先生，不自覺的想照顧他。
成瀬圭壹（聲：寺島惇太）
一般上班族，單親爸爸，育有一子。
性格溫柔，偶爾會留露出性感的表情常讓內心糾結的阿澄忍不住。雖然想當稱職的父親，但面對工作、家裡、鄰居的壓力偶爾會感到力不從心，這時阿澄的出現改變了一切。
成瀬壹佳（聲：古木望）
圭壹的獨生子。
油井亮平（聲：白井悠介）
圭壹的同僚。

## 出版書籍
| 卷數 | 彗星社         | 彗星社                 | 東立出版社    | 東立出版社                         |
| 卷數 | 發售日期       | ISBN                   | 發售日期      | EAN                                |
| ---- | -------------- | ---------------------- | ------------- | ---------------------------------- |
| 1    | 2018年5月18日  | ISBN 978-4-434-24508-4 | 2020年1月15日 | EAN 471-0601-04082-9（首刷附錄版） |
| 2    | 2018年12月18日 | ISBN 978-4-434-25307-2 | 2020年9月9日  | ISBN 978-957-26-3874-3             |
| 3    | 2019年6月18日  | ISBN 978-4-434-25948-7 | 2021年1月6日  | ISBN 978-957-26-3875-0             |
| 4    | 2020年4月18日  | ISBN 978-4-434-27190-8 | 2021年5月26日 | ISBN 978-957-26-5160-5             |

## 電視動畫
2018年宣布製作只有5分鐘的短篇動畫，2019年1月起經TOKYO MX等不同渠道播放。R18完全版於ComicFesta Anime Zone上獨家播放。

### 製作團隊
- 原作 - 世尾せりな
- 監督 - 熨斗谷充孝
- 系列構成、脚本 - 西藤歩
- 人物設計、總作畫監督 - 永井泰平
- 色彩設計 - 水無月生
- 美術 - 倉田憲一
- 編輯 - 柳圭介
- 攝影監督 - やまもとらぶへい
- 音響制作 - スタジオマウス
- 音響監督 - えのもとたかひろ
- 製作人 - 寺澤美咲、古囃子雅咲
- 動畫製作人 - RiKi、TETSU
- 製作 - ピカンテサーカス
- 制作協力 - One's work
- 動畫製作 - Magic Bus
- 製作 - 彗星社

### 主題曲
「Home sweet Home」
作詞 - 火ノ岡レイ / 作曲・編曲 - 森田交一 / 歌 - 阿澄皇哉（山中真尋）、成瀬圭壱（寺島惇太）

### 各話列表
| 話數     | 日文標題 | 中文標題 | 分鏡       | 演出       | 作畫監督   |
| -------- | -------- | -------- | ---------- | ---------- | ---------- |
| episode1 |          |          | のっしー   | 北川正人   | 岸谷彩子   |
| episode2 |          |          | のっしー   | 北川正人   | 櫻井木之実 |
| episode3 |          |          | のっしー   | 北川正人   | 小牧光     |
| episode4 |          |          | 小林仁康   | 北川正人   | 櫻井木之実 |
| episode5 |          |          | 熨斗谷充孝 | 熨斗谷充孝 | 櫻井木之実 |
| episode6 |          |          | 熨斗谷充孝 | 熨斗谷充孝 | 岸谷彩子   |
| episode7 |          |          | 熨斗谷充孝 | 熨斗谷充孝 | 小牧光     |
| episode8 |          |          | 熨斗谷充孝 | 熨斗谷充孝 | たまねぎ   |

### 播放電視台
| 播放日期               | 播放時間           | 播放電視台 | 播放地區 | 備註 |
| ---------------------- | ------------------ | ---------- | -------- | ---- |
| 2019年1月7日 - 2月25日 | 星期一 1:00 - 1:05 | TOKYO MX   | 東京都   |      |

## 出處
1. ↑  就算是爸爸，也想做於Twitter.  [2019-01-07]
2. ↑  . コミックナタリー. 2018-12-07  [2019-01-06]. （原始内容存档于2019-01-07）.
3. ↑  . TVアニメ「パパだって、したい」公式.   [2019-01-07]. （原始内容存档于2019-01-07）.

## 外部連結
- TV動畫「パパだって、したい」(就算是爸爸，也想做) 官方網站 (日文) （页面存档备份，存于）
- 《就算是爸爸，也想那個嘛》中文電子書網站 （页面存档备份，存于）